# В країні ілюзій
«В країні ілюзій»— другий студійний альбом українського рок-гурту «Димна суміш», який було презентовано у 2008 році. Для запису платівки музиканти застосували технологію стерео-запису. Також на альбомі можна почути такі нестандартні інструменти, як терменвокс та ситару.
Компакт-диск альбому було випущено в форматі диджипак, який включав в себе також 16-сторінковий постер-буклет

## Композиції
1. В Країні Ілюзій
2. Листи
3. Ні
4. Школа
5. Психоделічні Краї
6. Земля-Небо
7. Р'Н'Р
8. Океан
9. Вкрай Стомлений
10. Інший Світ
11. Сльози
12. Хіппі

## Учасники запису
- Саша Чемеров - вокал, терменвокс (3), гітара
- Сергій Мартинов - гітара, ситара
- Ігор Гержина - бас-гітара
- Олег Федосов — барабани